# Georgi Asagarow
Georgi Asagarow, in Deutschland Georg Asagaroff, auch Georgij Azagarov, russisch Георгий Азагаров; (* 13. Augustjul. / 25. August 1892greg. in Moskau, Russisches Kaiserreich; † 2. November 1957 in München, Bundesrepublik Deutschland) war ein russischer Filmregisseur und Schauspieler.

## Leben
1915 kam Asagarow zum Film. Er schrieb Filmszenarien und trat als Schauspieler in Filmen Jewgeni Bauers, Pjotr Tschardynins und Jakow Protasanows auf. Mit dem Film Spiel des Schicksals hatte er im selben Jahr auch sein Regiedebüt. Bis zur Oktoberrevolution entstanden unter seiner Regie etwa ein Dutzend Filme, darunter 1916 Грех (Sünde, Co-Regie mit Jakow Protasanow) und 1917 Кулисы экрана (Co-Regie mit Alexander Wolkow).
Danach ging er nach Deutschland, wo er ab 1923 unter dem Namen Georg Asagaroff mehrere Unterhaltungsfilme schuf. Zu den bekanntesten gehören Revolte im Erziehungshaus und Das Donkosakenlied (beide 1930). Außerdem war er an Milak, der Grönlandjäger (1928) beteiligt.
Nach der Machtergreifung der Nationalsozialisten 1933 erhielt er ein Arbeitsverbot. Nach dem Zweiten Weltkrieg lebte er in München.
Sein Sohn Grischa Asagaroff ist Opernregisseur.